# Luigi Sannino
| 12575 Palmaria     | 4 settembre 1999 |
| 69565 Giulioscarfi | 5 gennaio 1998   |

Luigi Sannino (La Spezia, 17 marzo 1981) è un astronomo amatoriale italiano.
Il Minor Planet Center gli accredita le scoperte di due asteroidi, effettuate tra il 1998 e il 1999, entrambe in collaborazione con Paolo Pietrapiana presso l'Osservatorio Astronomico Monte Viseggi a La Spezia. 
Essendo appena diciottenne al momento della scoperta del primo asteroide, è diventato il più giovane scopritore di asteroide di tutti i tempi riconosciuto dal Guinness dei primati.
Presidente dal 2020 della locale Associazione Astrofili Spezzini, è attivo nella ricerca e studio di NEO. Appassionato di comete fin da adolescente, ne studia la morfologia e collabora con la Sezione Comete UAI nel Project Cara.
È inoltre un ricercatore attivo nel progetto Sungrazer per la ricerca di comete tramite la sonda SOHO.
Gli è stato dedicato l'asteroide 58691 Luigisannino.